# اداوكضل (سيدي أحمد السايح)
اداوكضل هي إحدى مشيخات المملكة المغربية، تتبع جغرافيا لإقليم الصويرة وإداريًا لسيدي أحمد السايح. يقدر عدد سكانها بـ 2653 نسمة حسب الإحصاء الرسمي للسكان والسكنى لسنة 2004.